# Lindsey Kraft
Lindsey Brooke Kraft (* 23. Januar 1983 in Manhasset, Nassau County, New York) ist eine US-amerikanische Schauspielerin, Sängerin, Pianistin, Songwriterin und ein Model.

## Leben
Kraft wurde am 23. Januar 1983 in Manhasset auf Long Island geboren, wo sie auch aufwuchs. Sie hat einen Abschluss an der University of Maryland, College Park.
Ab 2003 etablierte sich Kraft durch Episodenrollen und kleinere Filmrollen als Schauspielerin. 2008 hatte sie eine Nebenrolle in der Filmproduktion Zufällig verheiratet. Von 2013 bis 2015 hatte sie eine wiederkehrende Rolle als Marguerite Macaw in der Serie Getting On – Fiese alte Knochen inne. Von 2017 bis 2022 wirkte sie in der Fernsehserie Grace and Frankie in der Rolle der Allison mit. 2023 war sie im Netflix Original Völlig zerstört in der Rolle der Yani zu sehen.
Als Musikerin trat sie als Schaffende des Musicals Love, Me in Erscheinung, in diesem sie die Songs schrieb, Gesang beisteuert und als Pianistin tätig ist. Im Herbst 2023 begleitete sie Ben Folds auf dessen Tour zu seinem neuen Album What Matters Most als Vorband. Dort spielte sie Lieder aus ihrem Musical.

## Filmografie (Auswahl)
- 2003: Untitled New York Pilot (Fernsehfilm)
- 2003: Law & Order: Special Victims Unit (Fernsehserie, Episode 4x21)
- 2005: Law & Order: Trial by Jury (Fernsehserie, Episode 1x06)
- 2005: Third Watch – Einsatz am Limit (Third Watch, Fernsehserie, 3 Episoden)
- 2006: No Menus Please (Kurzfilm)
- 2006: Die Sopranos (The Sopranos, Fernsehserie, Episode 6x08)
- 2006: Overthrow the Totems (Kurzfilm)
- 2006: Nail Polish
- 2006: Without a Trace – Spurlos verschwunden (Without a Trace, Fernsehserie, Episode 5x09)
- 2007: Fantastic Movie (Epic Movie)
- 2008: Zufällig verheiratet (The Accidental Husband)
- 2009: Southland (Fernsehserie, 2 Episoden)
- 2009: Gone (Kurzfilm)
- 2010: Nonames
- 2010: See You in September
- 2010: Lie to Me (Fernsehserie, Episode 3x05)
- 2010–2011: Backwash (Fernsehserie, 4 Episoden)
- 2011: Law & Order: Special Victims Unit (Fernsehserie, Episode 12x13)
- 2011: Tagged (Fernsehfilm)
- 2012: Happy Endings (Fernsehserie, Episode 2x13)
- 2012: The Babymakers
- 2012: Literally, Right Before Aaron (Kurzfilm)
- 2012: Desperate Housewives (Fernsehserie, Episode 8x23)
- 2012: Dating Rules from My Future Self (Fernsehserie, 5 Episoden)
- 2012: The Newsroom (Fernsehserie, Episode 1x09)
- 2012: Sketchy (Fernsehserie, Episode 2x11)
- 2012: The Pact (Kurzfilm)
- 2012–2013: The Mob Doctor (Fernsehserie, 2 Episoden)
- 2013: Guys with Kids (Fernsehserie, Episode 1x12)
- 2013: Men at Work (Fernsehserie, Episode 2x10)
- 2013: Burning Love (Fernsehserie, Episode 2x09)
- 2013: Brenda Forever (Fernsehfilm)
- 2013–2015: Getting On – Fiese alte Knochen (Getting On, Fernsehserie, 14 Episoden)
- 2014: Kirstie (Fernsehserie, Episode 1x12)
- 2014: Grey’s Anatomy (Fernsehserie, Episode 10x14)
- 2014: 2 Broke Girls (Fernsehserie, Episode 3x19)
- 2014: Mixology (Fernsehserie, Episode 1x04)
- 2014: Veep – Die Vizepräsidentin (Veep, Fernsehserie, Episode 3x04)
- 2014: Franklin & Bash (Fernsehserie, Episode 4x10)
- 2015: Chasing Life (Fernsehserie, Episode 1x18)
- 2015: Workaholics (Fernsehserie, Episode 5x08)
- 2015: Backstrom (Fernsehserie, Episode 1x10)
- 2015: Navy CIS (NCIS, Fernsehserie, 2 Episoden)
- 2015: Wayward Pines (Fernsehserie, Episode 1x02)
- 2015: Bones – Die Knochenjägerin (Bones, Fernsehserie, Episode 10x22)
- 2015: Childrens Hospital (Fernsehserie, Episode 6x13)
- 2015: Suits (Fernsehserie, Episode 5x05)
- 2016: Poor Todd (Fernsehfilm)
- 2016: Lethal Weapon (Fernsehserie, Episode 1x08)
- 2016: Heirloom (Kurzfilm)
- 2016: Dream Team (Fernsehfilm)
- 2016–2018: The Ranch (Fernsehserie, 2 Episoden)
- 2017: Modern Family (Fernsehserie, Episode 8x20)
- 2017: Newly Single
- 2017–2022: Grace and Frankie (Fernsehserie, 27 Episoden)
- 2018: Nostalgia
- 2018: Eine nutzlose und dumme Geste (A Futile and Stupid Gesture)
- 2018: Nobodies (Fernsehserie, Episode 2x01)
- 2018: Living Biblically (Fernsehserie, 13 Episoden)
- 2018–2019: Dirty John (Fernsehserie, 2 Episoden)
- 2018–2019: Die Conners (The Conners, Fernsehserie, 2 Episoden)
- 2019: The Big Bang Theory (Fernsehserie, 2 Episoden)
- 2019: Fam (Fernsehserie, Episode 1x13)
- 2019–2021: Why Women Kill (Fernsehserie, 5 Episoden, verschiedene Rollen)
- 2020: Overshare (Kurzfilm)
- 2020: The Good Doctor (Fernsehserie, Episode 4x05)
- 2021: Them (Fernsehserie, 2 Episoden)
- 2021: Der Therapeut von nebenan (The Shrink Next Door, Fernsehserie, Episode 1x01)
- 2021: Fantasy Island (Fernsehserie, 2 Episoden)
- 2022: How I Met Your Father (Fernsehserie, Episode 1x10)
- 2022: Mythic Quest (Fernsehserie, Episode 3x07)
- 2023: The Rookie: Feds (Fernsehserie, Episode 1x19)
- 2023: Völlig zerstört (Obliterated, Fernsehserie, 4 Episoden)